# 單疣蘚
單疣蘚（学名：Acanthorrhynchium papillatum）为錦蘚科單疣蘚屬下的一个种。